# WURI Ranking
WURI(World University Rankings  for Innovation)은 2020년부터 매년 각 고등교육기관의 혁신 프로그램이 사회에 실질적으로 미치는 영향을 정성평가하고 순위를 매기는 대학경쟁력 평가시스템으로 즉, 혁신을 선도하는 세계 대학들을 평가한다는 뜻이다. 한자대학동맹(Hanseatic League of Universities)·국제경쟁력연구원(IPSNC)·유엔훈련조사연구원(UNITAR)·프랭클린대학교 테일러연구소(Taylor Institute of Franklin University Switzerland) 4개의 기관이 공동으로 주최한다.

당시 국제경쟁력연구원(IPSNC) 이사장이었던 문휘창 교수 (서울과학종합대학원대학교 총장, 서울대학교 국제대학원 명예교수)는 '기존의 대학평가는 지식전달 위주의 교육과 연구실적 등을 기준으로 삼아 특별한 비전이나 목표를 지닌 대학은 순위에 들지 못한다는 문제가 있다'고 밝히며 기존 대학경쟁력 평가모델에 내재된 문제점을 짚었다. 또한 기존의 고등교육기관들은 4차 산업혁명으로 인해 지적 호기심을 충족시키는 교육 목표에서 더 나아가 실용적인 교육을 할 것을, 그리고 코로나19로 인해 오프라인으로 진행하던 교육을 온라인으로 진행해야 하는 새로운 도전에 직면하게 되었다. 이처럼 기존의 대학경쟁력 평가모델의 문제점을 보완하고 사회적 변화에 따른 새로운 대학경쟁력 평가모델의 필요성을 충족시키기 위해 WURI 대학경쟁력 평가모델이 도입되었다.

2019년 7월 인천대학교에서 열린 2회 한자대학동맹 콘퍼런스에서 WURI 평가시스템 도입을 선언한 뒤 11개월 만에 성사되었다.

## 평가 과정 및 방법
WURI 대학경쟁력 평가 과정은 평가, 심사, 그리고 최종 검토 총 3단계로 구성되어 있다. 대학별 혁신 프로그램을 사례별로 정성평가하고 순위를 매긴다.

1단계 평가에서는 평가 대상 학교들의 총장 혹은 총장에 의해 지명된 평가팀이 평가에 참여한다. 평가에 참여한 고등교육기관의 장은 다른 기관의 혁신 사례를 블라인드 방식으로 평가한다. 2단계 심사 과정은 세계 각 지역 또는 국가의 대학협회의 대표들과 WURI 평가위원회 심사위원이 진행한다. 마지막으로 최종 검토 단계에서는 WURI 평가위원회가 심사위원들의 추천 대학을 집계하고 제출된 지원서 내용의 신뢰도를 확인한 후 WURI 랭킹 혁신 대학들을 확정한다.

WURI 랭킹은 Global Top 100 순위, 그리고 산업계 적용, 기업가 정신, 윤리적 가치, 학생 이동성 및 개방성 등 4개 부문별 Top 50위 대학 순위를 매긴다. 2021년 평가 모델부터 새로운 혁신 평가 부문인 미래 번영을 위한 위기관리능력 부문도 반영된다.

- 산업계 적용 (Industrial Application)
- 기업가 정신 (Entrepreneurial Spirit)
- 윤리적 가치 (Ethical Value)
- 학생 이동성 및 개방성 (Student Mobility and Openness)
- 미래 번영을 위한 위기관리능력 (Crisis Management for Further Prosperity)

## WURI RANKING 2020 세계 대학 순위
- WURI RANKING 2020 전체 순위는 각주로 지정된 사이트에서 확인할 수 있음.[4]

### WURI RANKING 2020 Global Top 100 상위 20 대학교
| 2020 순위 | 대학명                   | 국가     |
| 1         | 스탠포드 대학교          | 미국     |
| 2         | 매사추세츠 공과대학교    | 미국     |
| 3         | 알토 대학교              | 핀란드   |
| 4         | 하버드 대학교            | 미국     |
| 5         | 미네르바 스쿨            | 미국     |
| 6         | 캘리포니아 공과대학교    | 미국     |
| 7         | 애리조나 주립 대학교     | 미국     |
| 8         | 펜실베이니아 대학교      | 미국     |
| 9         | 한즈 실무중심대학교      | 네덜란드 |
| 10        | 칭화 대학교              | 중국     |
| 11        | 케임브리지 대학교        | 영국     |
| 12        | 프린스턴 대학교          | 미국     |
| 13        | 싱가포르 국립 대학       | 싱가포르 |
| 14        | 캘리포니아 대학교 버클리 | 미국     |
| 15        | 서울 대학교              | 대한민국 |
| 16        | 싱귤래리티 대학교        | 미국     |
| 17        | 에콜 42                  | 프랑스   |
| 18        | 옥스퍼드 대학교          | 영국     |
| 19        | 코펜하겐 대학교          | 덴마크   |
| 20        | 올린 공과대학교          | 미국     |

### WURI RANKING 2020 산업계 적용 (Industrial Application) 상위 10 대학교
| 2020 순위 | 대학명                 | 국가 |
| 1         | 스탠포드 대학교        | 미국 |
| 2         | 매사추세츠 공과대학교  | 미국 |
| 3         | 미네르바 스쿨          | 미국 |
| 4         | 캘리포니아 공과 대학교 | 미국 |
| 5         | 애리조나 주립 대학교   | 미국 |
| 6         | 칭화 대학교            | 중국 |
| 7         | 케임브리지 대학교      | 영국 |
| 8         | 싱귤래리티 대학교      | 미국 |
| 9         | 옥스퍼드 대학교        | 영국 |
| 10        | 올린 공과대학교        | 미국 |

### WURI RANKING 2020 기업가 정신 (Entrepreneurial Spirit) 상위 10 대학교
| 2020 순위 | 대학명                   | 국가     |
| 1         | 알토 대학교              | 핀란드   |
| 2         | 한즈 실무중심대학교      | 네덜란드 |
| 3         | 프린스턴 대학교          | 미국     |
| 4         | 캘리포니아 대학교 버클리 | 미국     |
| 5         | 도쿄 대학교              | 일본     |
| 6         | 시카고 대학교            | 미국     |
| 7         | 사이먼 프레이저 대학교   | 캐나다   |
| 8         | 데겐도르프 대학교        | 독일     |
| 9         | 트벤테 대학교            | 네덜란드 |
| 10        | 바젤 대학교              | 스위스   |

### WURI RANKING 2020 윤리적 가치 (Ethical Value) 상위 10 대학교
| 2020 순위 | 대학명                 | 국가     |
| 1         | 하버드 대학교          | 미국     |
| 2         | 펜실베이니아 대학교    | 미국     |
| 3         | 에콜 42                | 프랑스   |
| 4         | 듀크 대학교            | 미국     |
| 5         | 컬럼비아 대학교        | 미국     |
| 6         | 예일 대학교            | 미국     |
| 7         | 플로리다 주립 대학교   | 미국     |
| 8         | 더블린시티 대학교      | 아일랜드 |
| 9         | 프랭클린 대학교        | 스위스   |
| 10        | 유니버시티 칼리지 런던 | 영국     |

### WURI RANKING 2020 학생 이동성 및 개방성 (Student Mobility and Openness) 상위 10 대학교
| 2020 순위 | 대학명             | 국가     |
| 1         | 싱가포르 국립 대학 | 싱가포르 |
| 2         | 서울 대학교        | 대한민국 |
| 3         | 코펜하겐 대학교    | 덴마크   |
| 4         | 보스턴 대학교      | 미국     |
| 5         | 베를린 자유 대학교 | 독일     |
| 6         | 베이징 대학        | 중국     |
| 7         | 아헨 공과대학교    | 독일     |
| 8         | 본 대학교          | 독일     |
| 9         | 서섹스 대학교      | 영국     |
| 10        | 압둘라 귈 대학교   | 튀르키예 |